# Inscripció kalós

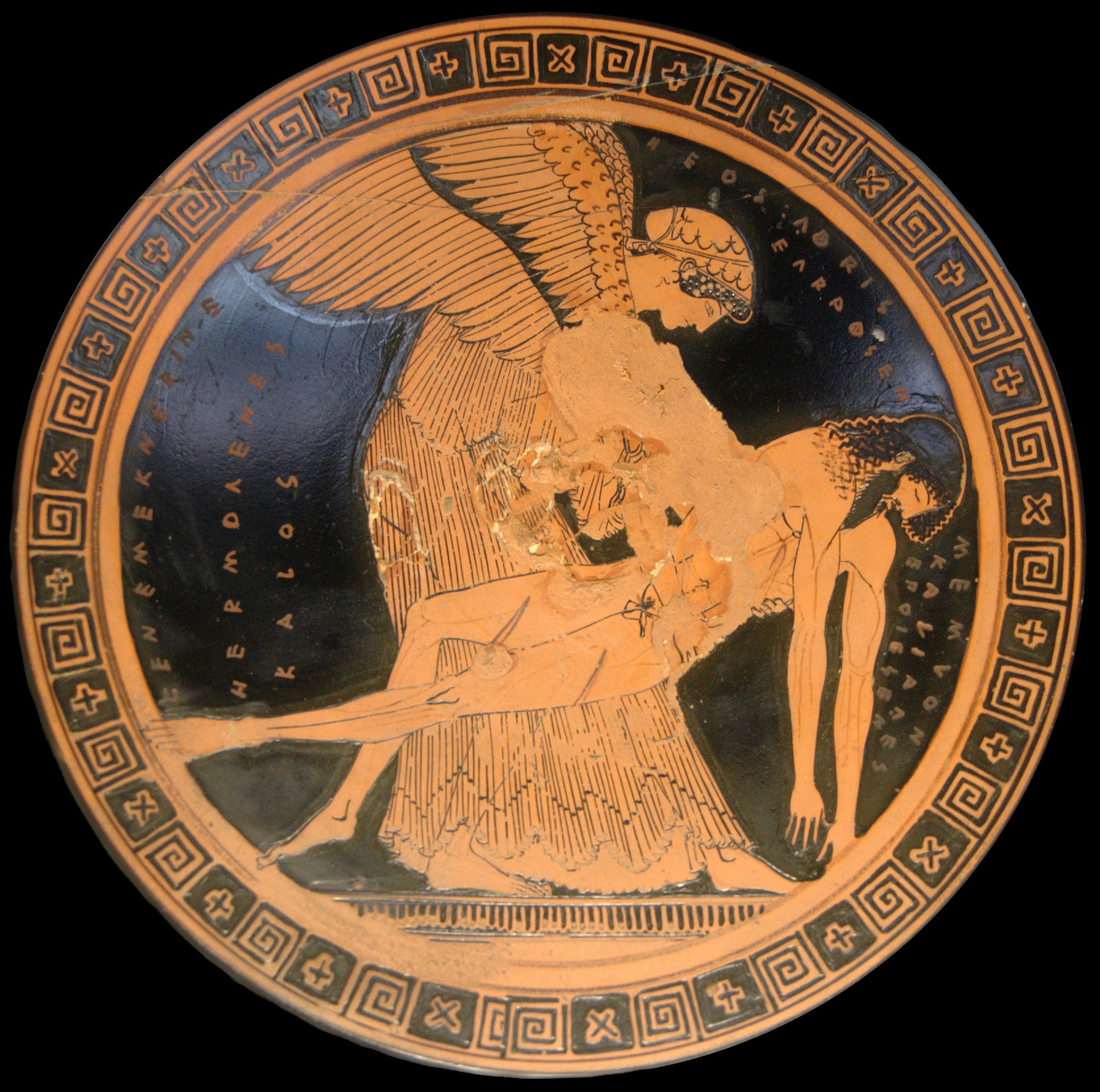
L'anomenada «pietà de Mèmnon», amb la dea Eos sostenint el cos de Mèmnon: entre les inscripcions està la frase Hermogenes kalós (Copa àtica de figures roges, ca. 490–480 ae, trobada a Càpua; ara es troba al Louvre)

La inscripció kalós és una forma d'epigrafia que apareix en atuells àtics i grafits de l'antiguitat, principalment durant el període clàssic del 550 al 450 abans de la nostra era. La paraula kalós (καλός) significa 'bell' i en les inscripcions tenia una connotació eròtica. La inscripció kalós se sol trobar en els recipients utilitzats per a un simpòsium. Les escenes que acompanyen la inscripció varien i n'inclouen de mitològiques i exercicis atlètics. Algunes inscripcions són genèriques i es llig solament 'el jove és bell' (ὅ παῖς καλός). Més sovint, però, es va prendre el nom de l'ésser estimat seguit per «kalós» (X kalós, és a dir 'X és bell'). Solia ser un home jove, però a vegades les xiques o dones eren anomenades kalē (καλή). En una catalogació primerenca de les inscripcions de les persones etiquetades com a bells es van trobar 30 dones i 528 joves. Almenys algunes de les dones etiquetades com kalē eren heteres, cortesanes o prostitutes.
Els noms designats com kalós són característics dels membres de l'aristocràcia. Algunes inscripcions kalós s'associen amb certs pintors d'atuells o tallers de ceràmica. El Pintor d'Antimenes, per exemple, s'anomena així pels seus atuells amb inscripcions kalós dedicades a Antimenes, i el taller de ceràmica del grup de Leagros s'anomenà així pel jove Leagros, objecte popular de la lloança kalós. Aquestes associacions suggereixen un culte a la celebritat o un esforç per la família del jove per a incrementar la posició pública del seu fill. El propòsit d'aquestes inscripcions continua sent incert i molts exemples poden ser-ne declaracions d'amor com a part del festeig entre persones del mateix sexe a Atenes. En alguns casos, les inscripcions o els atuells podrien haver-se fet per comanda. Les inscripcions també aparegueren com a grafits a les parets: a Tasos se'n trobaren 60 tallades en roques, que daten del segle iv. L'evidència literària no epigràfica consisteix en dues referències en l'obra d'Aristòfanes. Totes dues instàncies, però, lloen els demos (la ciutadania com un tot) en lloc d'un individu qualsevol.